# Contea di Navajo
La contea di Navajo, in inglese Navajo County e in navajo Tʼiisyaakin Áłtsʼíísí Bił Hahoodzo, è una contea dello Stato dell'Arizona, negli Stati Uniti. La popolazione al censimento del 2000 era di 97 470 abitanti. Il capoluogo di contea è Holbrook.

## Geografia fisica
Lo United States Census Bureau certifica che l'estensione della contea è di 25795 km², di cui 25779 km² composti da terra e 16 km² composti di acqua.
La contea ospita il parco nazionale della foresta pietrificata, la Monument Valley e il Keams Canyon.
All'interno del territorio della contea si trovano 17,178.7 km2 di riserve, suddivisi tra le seguenti: Riserva Navajo, Riserva Hopi e Riserva Fort Apache.

### Contee confinanti
- Contea di San Juan (Utah) - nord
- Contea di Apache - est
- Contea di Graham - sud
- Contea di Gila - sud-ovest
- Contea di Coconino - ovest

## Storia
La contea venne costituita il 21 marzo 1895 da parte del territorio della contea di Apache. Il primo sceriffo della contea fu il leggendario pistolero Perry Owens, che aveva precedentemente servito come sceriffo della contea di Apache. Deve il suo nome al popolo Navajo.

## Comuni
- Holbrook (capoluogo) - city
- Kayenta - town
- Pinetop-Lakeside - town
- Show Low - city
- Snowflake - town
- Taylor - town
- Winslow - city